# Ecsedi Erzsébet
Ecsedi Erzsébet (Cegléd, 1954. április 24. –) Aase-díjas magyar színésznő, rendező, a Hevesi Sándor Színház örökös tagja.

## Életpályája
Cegléden született, 1954. április 14-én. Gyermekkorát Tiszadorogmán töltötte. Amatőr színjátszó csoportokban kezdett színészettel foglalkozni, majd felvételt nyert a 25. Színház stúdiójába, ahol 1977-ben végzett. 1975-től játszott a Várszínházban, a Népszínház tagjaként, majd a Stúdió K-ban, illetve a Malgot István által vezetett bábcsoportban szerepelt.
1983-tól a kecskeméti Katona József Színház tagja volt, amelyet akkoriban Jancsó Miklós és Hernádi Gyula vezetett. 1986 és 1991 között a szolnoki Szigligeti Színház művésze. 1991-től a zalaegerszegi Hevesi Sándor Színház színésznője. Vendégművészként szerepelt a Kőszegi Várszínházban, a székesfehérvári Vörösmarty Színházban és szombathelyi Weöres Sándor Színházban is. Rendszeresen dolgozik a Soltis Lajos Színházban, illetve a Griff Bábszínházban. 
Tanítással és rendezéssel is foglalkozik. Díszlet- és jelmezterveket is készített. 2013-ban Aase-díjban részesült.
Lánya Ecsedi Csenge Berta rendező, színésznő.

## Fontosabb színházi szerepei
- Frank Wedekind: A tavasz ébredése... Thea; Bergmann-né
- Molnár Ferenc: Liliom... Lujza
- Molnár Ferenc: Üvegcipő... Adél anyja
- Gianni Rodari: Hagymácska különös kalandjai... Retkecske
- Mark Twain: Tamás úrfi mint detektív... Huck Finn; Tütü Géza
- Mark Twain: Koldus és királyfi... Fekete Bessy
- Federico García Lorca: Don Cristobal... Rosita anyja
- Alekszandr Alekszandrovics Blok: Komédiásdi... Szellemidézők elnöke
- Ismeretlen szerző: Kocsonya Mihály házassága... Berzenczey Péterné
- Carlo Goldoni: A hazug... Colombina
- Carlo Goldoni: Mirandolina... Ortensia, színésznő
- Carlo Goldoni: Terecske... Donna Pasqqua Polegana (özvegyasszony, kissé süket)
- Voltaire: Candide... szereplő
- Weöres Sándor: Csalóka Péter... A feleség
- Weöres Sándor: A holdbeli csónakos... Sólyomárus leány; Sólyomistennő
- Bodansky György – Vándorfi László: Jézus Krisztus, az embernek fia... Ancilla
- Vándorfi László: Paraszt dekameron... Első apáca; Bíró lánya; Királylány; Zsuzsi; Ördöglány;
- L. Frank Baum: Óz, a nagy varázsló... Kulcsárnő
- Kálmán Imre: Marica grófnő... Gombossy Ilka
- Kálmán Imre: Csárdáskirálynő... Leontina
- Nóti Károly – Fényes Szabolcs – Szenes Iván: Nyitott ablak... A polgármester felesége
- Nóti Károly – Ecsedi Erzsébet – Hajdu Sándor: Legyen a férjem!... Hű Grácia
- Agatha Christie: Tíz kicsi néger... Mary Rogers
- Agatha Christie: ...és már senki sem!... Emily Caroline Brent
- William Shakespeare: Ahogy tetszik... Denis
- William Shakespeare: Sok hűhó semmiért... Margit
- William Shakespeare – Zsótér Sándor: Zalaszentivánéji álom... Hermia - Hal
- William Shakespeare: Rómeó és Júlia... Dajka
- William Shakespeare: III. Richárd... Margit, trónfosztott királyné, VI. Henrik özvegye
- William Shakespeare: A windsori víg nők... Sürge asszony, Dr. Caius házvezetőnője
- Molière: Gömböc úr... Nérine (agyarfúrt nőszemély)
- Molière: Tartuffe... Pernelle asszony
- Gabriel García Márquez – Schwajda György: Száz év magány... Lány
- Csiky Gergely: Mukányi... Piroska
- Szép Ernő: Vőlegény... Duci; Anya
- Móricz Zsigmond: Nem élhetek muzsikaszó nélkül... Málcsi néni; Pepi néni; Mina néni
- Móricz Zsigmond: Úri muri... Asszony
- Szirmai Albert – Bakonyi Károly: Mágnás Miska... Jella grófnő
- Borisz Leonyidovics Paszternak – Szikora János: Doktor Zsivago... Hrapugina
- John Kander – Fred Ebb – Bob Fosse: Chicago... Mona; Morton mama
- Márton László: Carmen... Sajtolónő
- Szilágyi Andor: A rettenetes anya... Grácia
- Paul Pörtner: Hajmeresztő... Barbara Demarco; Mrs. Schubert (szenátorné)
- Sanja Marinkovič: Glória... Anya
- Paul Foster: I. Erzsébet... Pata Sola
- Makszim Gorkij: Éjjeli menedékhely – Idelenn... Banya
- Presser Gábor – Horváth Péter – Sztevanovity Dusán: A padlás... Mamóka
- Petőfi Sándor: Tigris és hiéna... Predszláva
- Peter Shaffer: Jonadáb... Micah, Tamar udvarhölgye
- Tóth Ede: A falu rossza... Csapóné
- Müller Péter: Búcsúelőadás... Repülő Merylin
- Illyés Gyula – Litvai Nelli: Szélkötő kalamona... Királyné
- Arthur Miller: A salemi boszorkányok... Rebecca Nurse
- Arthur Miller: Pillantás a hídról... Nagymama
- Arthur Miller: Az ügynök halála... Linda
- Oscar Wilde: Bunbury... Miss Prism, nevelőnő
- Vörösmarty Mihály: Csongor és Tünde... Mirigy
- Friedrich Schiller: Az orleansi szűz... Isabeau Királyné
- Várkonyi Mátyás: Ifipark... Lugossyné, Öreg Marylou
- Rideg Sándor: Indul a bakterház... Banya
- Friedrich Dürrenmatt: Az öreg hölgy látogatása... Ill felesége
- Szabó Magda: Régimódi történet... Klári
- Szabó Magda: Abigél... Truith Gertrúd, tornatanár
- Luigi Pirandello: Így van, ha így tetszik... Sirelliné
- Tasnádi István: A magyar zombi... Özvegy Vecserák Károlyné, Blondin anyósa
- Tasnádi István: Tranzit... Anya
- Aldo Nicolai: Hárman a padon... Ambra
- Willy Russel: Én, Shirley... Shirley
- Willy Russel: Shirley Valentine... Shirley Valentine
- Háy János: A Gézagyerek... Rózsika néni, Géza anyja
- Bornemisza Péter: Magyar Elektra... Chorus
- Lionel Bart: Olivér!... Mrs. Corney (a dologház igazgatónője, fúria)
- Füst Milán: Boldogtalanok... Özv. Húber Evermódné (a nyomdász anyja)
- Lázár Ervin: A kisfiú meg az oroszlánok... Szilvia (Szigfrid felesége)
- Bereményi Géza – Kovács Krisztina: Apacsok... Nagymama (házmesterné)
- Ken Ludwig: Primadonnák... Florence néni
- Presser Gábor – Varró Dániel - Teslár Ákos: Túl a Maszat-hegyen... Szösz néne (Kalóz Anyós)
- April De Angelis: Színésznők... Doll Common
- Spiró György: Prah... Nő
- Szálinger Balázs: Köztársaság... Dadus (szicíliai asszony)
- Krusovszky Dénes: Az üveganya... Juli (Krammer volt felesége)
- Zerkovitz Béla – Szilágyi László: Csókos asszony... Hunyadiné
- Oleg Presznyakov – Vlagyimir Presznyakov: Terrorizmus... szereplő
- Efrájim Kishon: A házasságlevél... Sifra
- Tamási Áron: Csalóka szivárvány... Rózsa néni
- Sánta Ferenc: Az ötödik pecsét... Kovácsné
- Ivan Szergejevics Turgenyev – Brian Friel: Apák és fiúk... Olga hercegnő, Anna nagynénje
- Mikszáth Kálmán: Szent Péter esernyője... Münzné, zsidó asszony
- Déry Tibor – Pós Sándor – Presser Gábor – Adamis Anna: Képzelt riport egy amerikai popfesztiválról... Házigazda felesége
- Tolcsvay László – Müller Péter Sziámi – Müller Péter: Isten pénze... Dilberné
- Moravetz Levente – Balásy Szabolcs: Zrínyi 1566... Anna szakácsnő
- Tracy Letts: Augusztus Oklahomában... Violet Weston, Beverly felesége
- Marc Camoletti: Boeing-Boeing... Bertha
- Örkény István: Tóték... Tótné
- Dés László – Nemes István – Koltai Róbert – Nógrádi Gábor: Sose halunk meg... Anya
- Szakcsi Lakatos Béla – Csemer Géza: Cigánykerék... Babus, Matild gondozója
- Rákosi Viktor – Nemlaha György: Elnémult harangok... Smaranda, a pópa házvezetője
- Fodor László: Érettségi...  Szalay
- Kovács Viktor – Kovács Dominik: Mintapinty... Molnár Zsóka
- Bacsó Péter – Hamvai Kornél: A tanú... Patocsni
- Mikszáth Kálmán: A Noszty fiú esete Tóth Marival... Homlódyné Máli néni
- Enyedi Éva – Rényi Ádám: A hosszú élet titka... szereplő
- Moravetz Levente – Bozó László: Volt egy seregünk... Hármas olvasó
- Thomas Meehan – Charles Strouse: Annie, a kis árva... Grace Farell
- Eric Toledano – Olivier Nakache – Molnár Anna – Perczel Enikő – Szabó Máté: Életrevalók... Francoise
- Robert Thomas: Nyolc nő... Mamy, a nagymama

## Filmek, tv
- Térmetszés (1979)
- Védtelen utazók (1981)
- Kabala (1982)
- Rideg Sándor: Indul a bakterház (színházi előadás tv-felvétele 2003.)
- Régimódi történet (tv sorozat) 5. rész (2006)...Alojzia
- Háy János: A Gézagyerek (színházi előadás tv-felvétele 2007.)
- Talán egy  másik életben (Osztrák-magyar-német kooprodukció 2009.)
- A meg nem érintett (2012)...Anya
- Sánta Ferenc: Az ötödik pecsét (színházi előadás tv-felvétele 2016.)
- Foglyok (játékfilm, 2019)
- Apatigris (tv sorozat, 2023)
- Legyetek szeretettel (tv sorozat, 2023)
- …a szomszéd tehene (tv sorozat, 2024)
- És mi van Tomival? (játékfilm, 2024)
- A mi kis falunk (tv sorozat, 2025)
- A renitens (tv sorozat, 2025)

## Rendezéseiből
- Tartuffe
- Ágacska
- Arisztophanész madarai
- Óz a nagy varázsló
- Ahogy tetszik
- Vízkereszt vagy amit akartok
- Én, Shirley
- A csillagszemű juhász
- Botrány az állatkertben
- A dzsungel könyve
- Csalóka Péter
- Utazás a szempillám mögött
- Shirley Valentine
- Úrilány szobát keres
- Legyen a férjem!
- Rigócsőr király
- A pimasz fabábú
- Csizmás kandúr és cimborái
- Kecsege facsiga

## Díjai, elismerései
- Nívódíjak
- Máriáss József-díj (2003; 2020)
- Színházbarátok körének díja (2007)
- Közönség-díj (2019, 2020, 2021)
- Forgács-gyűrű (2009)
- Nívódíj (2013)
- Legjobb színésznő díja (POSZT 2013)
- Aase-díj (2013)
- A Hevesi Sándor Színház örökös tagja (2022)[1]
- Színházi Kritikusok Céhének életműdíja (2023)